# Котс, Александр Фёдорович
Александр Фёдорович Котс (нем. Alexander Erich Kohts; 7 (19) апреля 1880, Борисоглебск, Тамбовская губерния — 7 сентября 1964, Москва) — русский и советский учёный. Доктор биологических наук, профессор, музеевед. Основатель и первый директор Дарвиновского музея.

## Биография
Родился 7 (19) апреля 1880 года в уездном городе Борисоглебске Тамбовской губернии. Его отец — Альфред (Фёдор) Фридрих Роберт Котс, уроженец Берлина, филолог-лингвист, ботаник, получил степень доктора философии в Гёттингенском университете, с 1873 года преподаватель иностранных языков. Мать — Евгения (Иоганна) Александровна Котс, дочь лесничего и учительницы, рано потеряла родителей и зарабатывала частными уроками. В своих воспоминаниях А. Ф. Котс писал: «С трёх лет я себя чувствую зоологом, с пяти — музейцем, страстным собирателем всего, что хоть немного относится к животным. Эту мою любовь к Природе я считаю унаследованной от отца и матери». Тем не менее, как отметит К. Г. Михайлов: "Подобно множеству представителей тогдашней революционной интеллигенции, молодой Александр Котс ценил красоту идей выше красоты природы". Отец рано[когда?] умер, затем умер и старший брат.

### Образование
Начал учиться в 1-й Московской классической прогимназии, ставшей потом 7-й гимназией. Первые уроки препарирования животных и изготовлению чучел он получил от знакомого охотника Ф. Ю. Фельмана, долгое время бывшего единственным учителем начинающего таксидермиста. В 1896 году Александр Котс получил малую золотую медаль за представленные на выставках чучела птиц собственного изготовления.
В 1899 году при посредничестве Ф. К. Лоренца и М. А. Мензбира Котс был отправлен от Московского общества испытателей природы в научную командировку по югу Западной Сибири. Более сотни чучел, изготовленных им во время экспедиции, были удостоены большой серебряной медали Российского общества акклиматизации животных и растений и стали основой коллекции, заложившей основу будущего Дарвиновского музея. В сборнике трудов Общества испытателей природы появилась первая научная статья А. Ф. Котса: «Заметки об орнитологической фауне Юго-Западной Сибири».
В 1901 году А. Ф. Котс поступил на физико-математический факультет Московского университета (естественное отделение). В 1905 году, во время вынужденного перерыва в занятиях, он совершил поездку на Виллафранкскую зоологическую станцию, посетил европейские университеты и музеи естественной истории. Весной 1906 года университет был закончен, а А. Ф. Котс был оставлен на кафедре М. А. Мензбира для подготовки к профессорскому званию.

### Научная деятельность

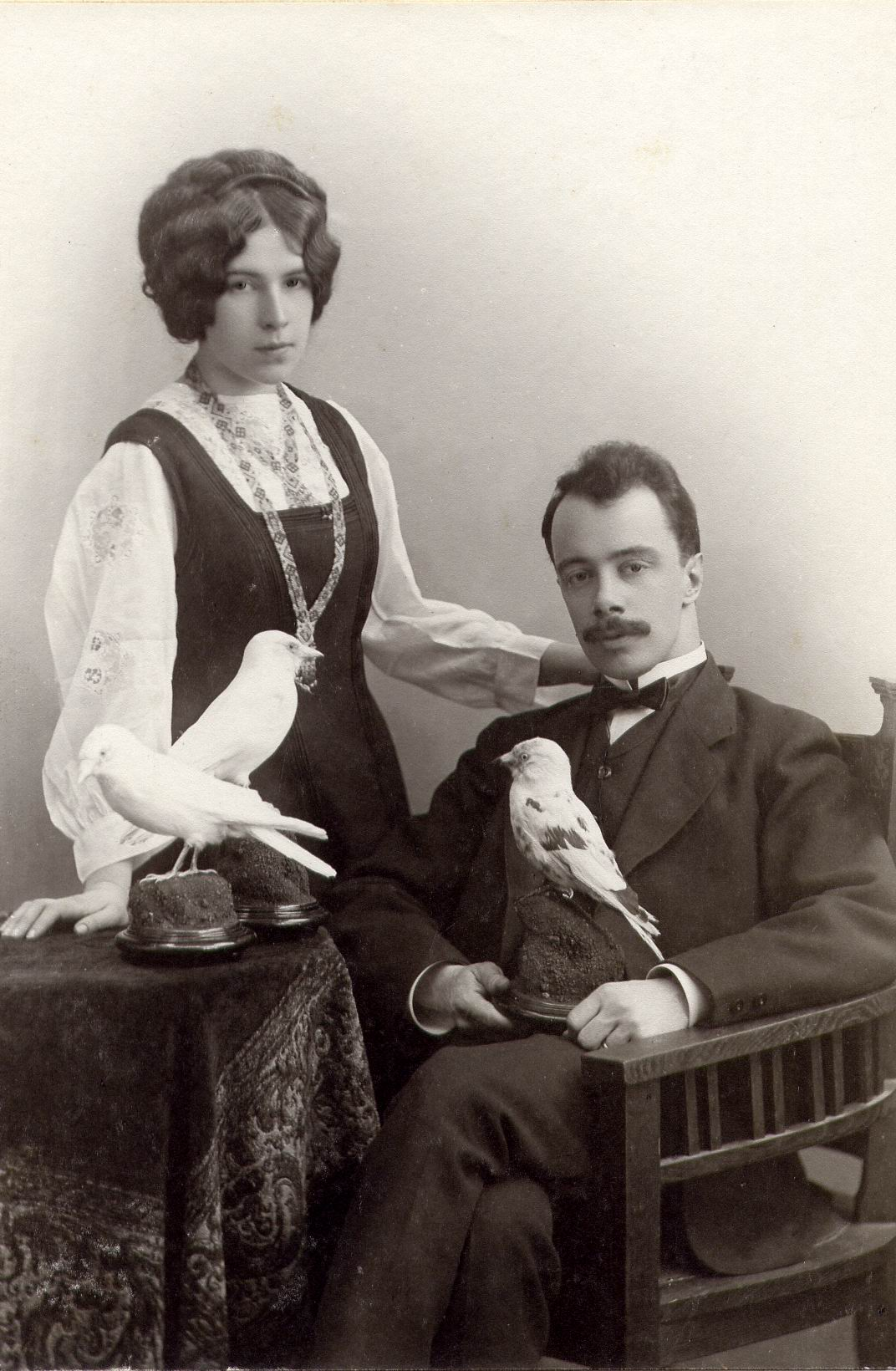
А. Ф. Котс с женой Надеждой Николаевной Ладыгиной-Котс

В 1907 году П. П. Сушкин и Н. К. Кольцов пригласили А. Ф. Котса для работы в качестве ассистента на отделении естествознания физико-математического факультета Московских высших женских курсов. Начав читать курс эволюционного учения, Котс перевёз в помещение курсов свою коллекцию чучел и естественнонаучных препаратов, чтобы использовать их для своих лекций. Этот факт и считается началом Дарвиновского музея.
В 1909 году, после смерти Ф. К. Лоренца, А. Ф. Котс приобрёл чучела сотен зверей и птиц из его коллекции. В 1913 году вместе с женой Котс совершил поездку по двадцати городам Европы. На собственные средства было приобретено около тысячи экспонатов; в антикварном магазине в Берлине были приобретены неопубликованные письма Чарльза Дарвина; в Мюнхене слушал лекции Рудольфа Штайнера. В этом же году коллекция А. Ф. Котса была подарены Московским высшим женским курсам, перевезены в новое здание на Девичьем Поле. С этого времени коллекция А. Ф. Котса стала называться Музеем эволюционной теории Московских высших женских курсов, а с 1922 года было образовано самостоятельное учреждение — Дарвиновский музей.

### Преподавательская деятельность
В 1920-х годах А. Ф. Котс преподавал в 1-м МГУ, Военно-педагогической академии, Педагогическом институте, читал научно-популярные лекции в многочисленных клубах; кроме того, был назначен директором московского зоопарка; почти два года, в 1922 и в 1923, он совмещал должности директора Дарвиновского музея и директора зоопарка. «К началу Великой Отечественной войны, т.е. за 30 лет существования музея, он лично провёл экскурсии для полумиллиона человек. Они не прекращались и в суровых условиях Великой Отечественной войны».

## Награды
- 1946 — награждён Орденом Трудового Красного Знамени[10][11]
- 1953 — Вторая премия МОИП в размере 15.000 «за лучшие оригинальные работы в области естествознания» по конкурсу 1952 г.[12].